# John McColl

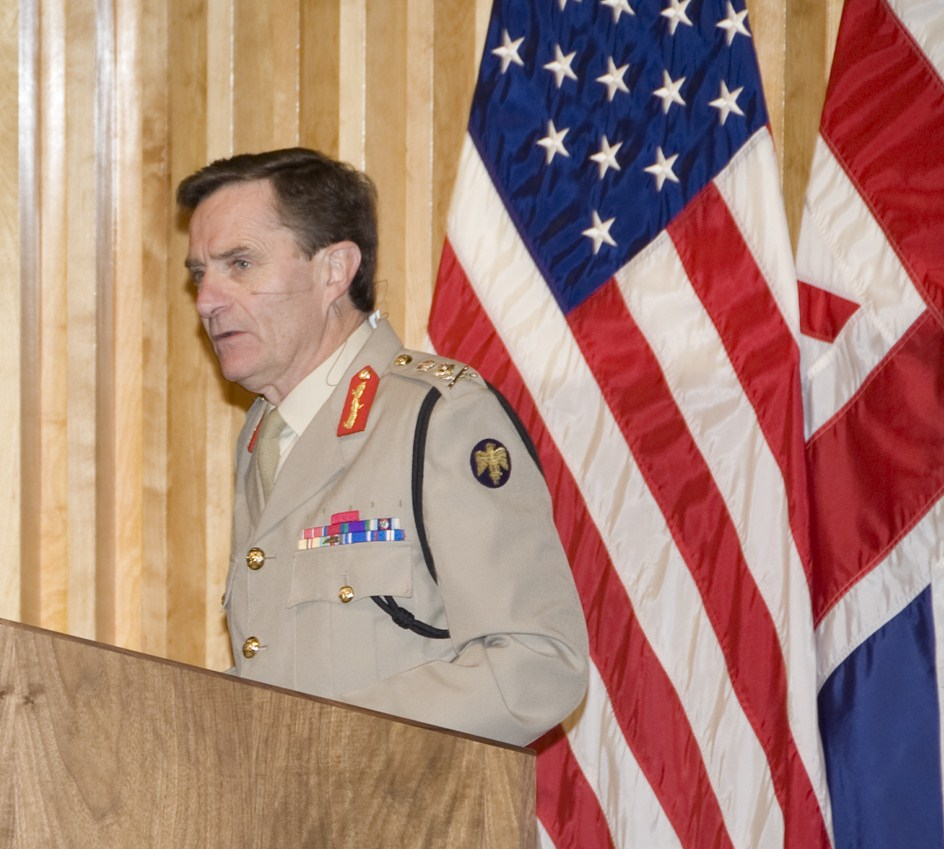
Sir John McColl, 2008

Sir John Chalmers McColl (* 17. April 1952) ist ein ehemaliger General der Britischen Armee und Repräsentant der Britischen Monarchie in Jersey. 

## Leben
Seine erste schulische Station war das Dorf Culford bei Bury St Edmunds. 1973 begann seine militärische Laufbahn bei der Infanterie. 1989 kommandierte er eine Schwadron im Royal Tank Regiment. 2000 übernahm er das Kommando der britischen 3. Infanterie-Division. 2001/02 war er Befehlshaber ISAF. Nach weiteren Beförderungen und Stationen wurde er 2007 General und leitete das Supreme Headquarters Allied Powers Europe bis 2011. Am 29. Dezember 2007 wurde er zum Knight Commander des Order of the Bath erhoben und führt seither den Namenszusatz „Sir“. Im März 2011 endete seine Militärdienstzeit. Von September 2011 bis November 2016 war er Repräsentant der Britischen Monarchie in Jersey.